# Dobroszyce (gmina)

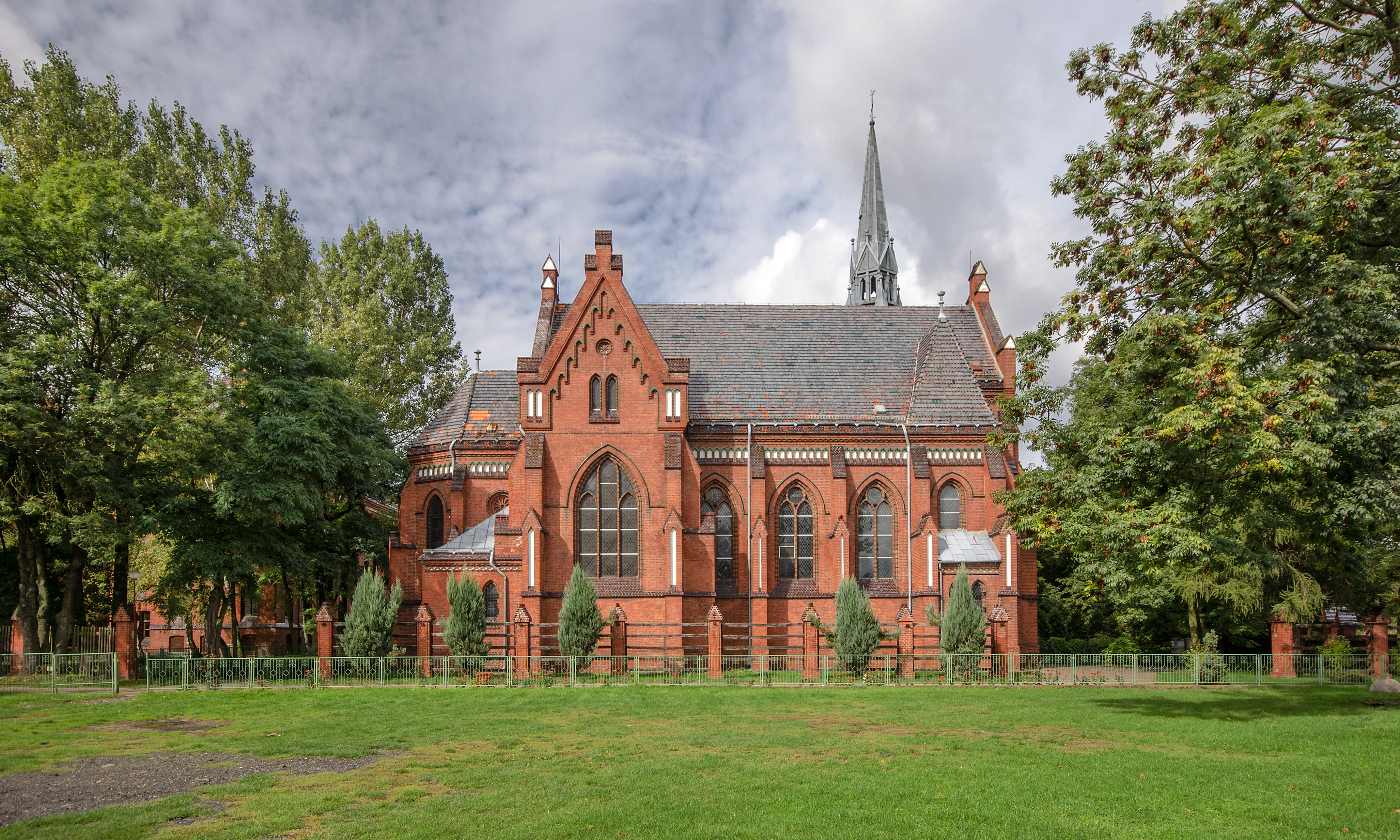
Dobroszyce, ul. Czereśniowa 12 – église, actuellement église paroissiale catholique romaine. Saint Jadwiga dans l'église et le complexe de l'orphelinat des School Brothers, 1894-1895

Dobroszyce est une gmina rurale du powiat de Oleśnica, Basse-Silésie, dans le sud-ouest de la Pologne. Son siège est le village de Dobroszyce, qui se situe environ 8 km au nord-ouest d'Oleśnica, et 26 km au nord-est de la capitale régionale Wrocław.
La gmina couvre une superficie de 131,74 km2 pour une population de 6 071 habitants.

## Géographie
La gmina est bordée par les gminy de Długołęka, Milicz, Oborniki Śląskie, Prusice, Wisznia Mała, Zawonia et Żmigród.
La gmina contient les villages de Bartków, Białe Błoto, Dobra, Dobroszyce, Dobrzeń, Łuczyna, Malerzów, Mękarzowice, Miodary, Nowica, Nowosiedlice, Sadków, Siekierowice et Strzelce.